# Cussey-sur-l’Ognon
Cussey-sur-l’Ognon – miejscowość i gmina we Francji, w regionie Burgundia-Franche-Comté, w departamencie Doubs, położona nad rzeką Ognon.
Według danych na rok 1990 gminę zamieszkiwało 570 osób, a gęstość zaludnienia wynosiła 75 osób/km² (wśród 1786 gmin Franche-Comté Cussey-sur-l’Ognon plasuje się na 282. miejscu pod względem liczby ludności, natomiast pod względem powierzchni na miejscu 601.).